# Гурганський зідж
Гурганський зідж, або зідж Улугбека (перс. زیج سلطانی — zij-e soltani) — середньовічний зоряний каталог, виданий султаном Улугбеком в 1437 році. Праця була підготовлена групою мусульманських астрономів, які працювали в Самарканді в обсерваторії Улугбека під керівництвом султана. У підготовці зіджу брали участь багато видатних учених Середньої Азії, в тому числі аль-Каші і аль-Кушчі.
Каталог містить відомості про 1018 зірок, які розподілені по 38 сузір'ях. Каталог складено на епоху 1 мухаррама 841 року хіджри, що відповідає 5 липня 1437 року. У програму спостереження було покладено зоряний каталог «Альмагест». 27 південних зірок з сузір'їв Корабля, Центавра, Звіра і жертовника Улугбек сам не спостерігав, оскільки вони не були видимі на широті Самарканда в XV столітті. Ці зірки були перенесені у зідж Улугбека по епосі ас-Суфі. Оцінка блиску також запозичена у ас-Суфі, що еквівалентно запозиченню з «Альмагеста».
У роботі наводиться довжина зоряного року: 365 днів, годин, 10 хвилин, 8 секунд (похибка склала +58 секунд) і нахил осі Землі: 23,52 градуса (найбільш точне вимірювання).
Зідж Улугбека вважається найточнішим і найповнішим зоряним каталогом свого часу, перевершуючи роботи видатних попередників: Птолемея, ас-Суфі і астрономів Марагінської обсерваторії. Довгий час цей зідж залишався найкращою астрономічною роботою — до появи в XVI столітті праць аш-Шамі і Тихо Браге.

## Ресурси Інтернету
- Зоряний каталог Улугбека. Передмова. Сузір'я. Коментарі.
- H. І. Невська Передмова до «Зіджу Улугбека» (переклад XVIII ст.) / Розвиток методів астрономічних досліджень. — Вип. 8. — Москва-Ленинград, 1979